# Missão Jesuítica da Ibiapaba
Predefinição:Info/religião-br

## História
A Missão Jesuítica da Ibiapaba foi fundada pelo padre Antonio Vieira em data de 1655, em oposição a pretensa República de Cambressive, estabelecida na Serra Grande por Antônio Paraupaba e seus liderados indígenas procedentes de Pernambuco. Os primeiros missionários da Companhia de Jesus na Ibiapaba foram os padres Pedro Padrosa e Francisco Ribeiro, os quais foram substituídos pelo padre Ascenso Gago. A Missão Jesuítica da Ibiapaba cuja sede era a atual cidade de Viçosa do Ceará, foi destituída em 1758 por Sebastião José de Carvalho e Melo, o Marques de Pombal.